# Matière de Bretagne
Matière de Bretagne, auch Matter of Britain oder Arthurian romance, ist eine Bezeichnung für die mittelalterlichen Sagenstoffe, die sich auf die keltische Geschichte Britanniens und der Bretagne beziehen. Nach der englischen Bezeichnung Arthurian legend („Artuslegende“) sind die Legenden um Artus der Hauptbestandteil dieses Sagensystems. Von ihnen werden historische Legenden der Britischen Inseln, die ebenso zur Thematik gehören (darunter Brutus von Britannien, Coel, King Lear und Gogmagog), überdeckt. Die Sagen wurden im Mittelalter kodifiziert; ein Beispiel dafür ist die Historia regum Britanniae des walisischen Klerikers Geoffrey von Monmouth.

## Etymologie
Der Begriff leitet sich von einer Einteilung ab, die der im 12. Jahrhundert lebende Dichter Jean Bodel in seinem altfranzösischen Epos Chanson de Saisnes erwähnt:
Ne sont que 3 matières à nul homme atandant,

De France et de Bretaigne, et de Rome la grant.

Es gibt nur drei Erzählstoffe, die jeder kennen sollte:

Den von Frankreich, den von Britannien und den von Rom, der ehrwürdigen (Stadt).
Die von diesem Vers abgeleitete Bezeichnung drückt die Verbindung der Sagenwelt Britanniens mit anderen mythologischen Themen aus, wie der ebenfalls in dem Vers genannten Sagenwelt Roms (altfranzösisch Matière de Rome) und der auf Erzählungen über die Ritter Karls des Großen und ihrer Kriege mit den Mauren und Sarazenen basierenden Sagenwelt Frankreichs (Matière de France).
- Matière de France (10. bis 13. Jahrhundert): Chanson de geste – Heldensagen
- Matière de Rome (12. Jahrhundert): Antikenroman
- Matière de Bretagne (12. bis 14. Jahrhundert): Erzählungen über Artus, Tristan sowie die Gralsgeschichten[2]

## Entstehung
Die legendäre Geschichte Britanniens entstand zum Teil, um eine Grundlage für einen patriotischen Mythos für die britischen Inseln zu schaffen. Die Matière de Bretagne bezieht ihre Inspirationen dabei aus alten mündlichen Überlieferungen und keltischen Legenden, die durch Elemente des christlichen Glaubens, wie beispielsweise den Heiligen Gral, ergänzt wurden. Die Historia Brittonum, die früheste Quelle der Geschichte des Brutus von Britannien, scheint entworfen worden zu sein, um eine vornehme Ahnengeschichte für die walisischen Fürsten zu schaffen. Es gibt mehrere Fassungen dieser Geschichte, die Nennius oder Gildas zugeschrieben wird, der eigentliche Verfasser ist unbekannt.
Wie Vergil in seiner Aeneis die mythologische Gründung Roms mit dem Trojanischen Krieg verband, brachte auch der Autor dieser Geschichte seinen Helden Brutus mit der Diaspora nach dem Trojanischen Krieg in Verbindung. Er sorgte somit für den literarischen Rohstoff, den später Schriftsteller wie Geoffrey von Monmouth, Michael Drayton und John Milton aufgriffen, wobei sie die Besiedlung der Britischen Inseln mit der heroischen Epoche der griechischen Literatur verbanden, was ihren vielfältigen literarischen Vorhaben diente.
So legte Geoffrey von Monmouth die Bezeichnung „Trinovanten“ (aus dem Bericht von Tacitus, als dieser in der Gegend von London wohnte) als Troi-novant („neues Troja“) aus.
Mehr theoretische Ansprüche verbinden die keltische Mythologie mit einigen Herrschern und Ereignissen, wie sie von Geoffrey von Monmouth in seiner Historia regum Britanniae aufgenommen sind. Es wird angenommen, dass beispielsweise Leir of Britain, aus dem später Shakespeares König Lear wurde, ursprünglich der irische Meeresgott Lir war. Unterschiedliche keltische Gottheiten wurden als die Figuren der Artusliteratur identifiziert, so wurde oftmals Artus’ Halbschwester Morgan le Fay als die ursprünglich irische Göttin Morrígan angesehen.
Viele dieser Identifizierungen stammen aus der Theorie der „Comparative Religion“ des späten 19. Jahrhunderts und sind in letzter Zeit untersucht worden.

## Inhalt
Die Artussage beruft sich auf den legendären König Arthur, der in vielen mittelalterlichen Romanzen die zentrale Figur darstellt. Diese Erzählungen werden auch als Matter of Britain bezeichnet. Die Autoren des Mittelalters verfassten dazu unterschiedliche Werke, die von der Geburt Arthurs über die Abenteuer seiner Ritter sowie die verbotene Liebe zwischen Sir Lancelot und Königin Guinevere bis hin zur Suche nach dem Heiligen Gral, dem Tod Arthurs und der Auflösung der ritterlichen Gemeinschaft und der Zerstörung seines Reiches berichten. Bereits vor dem 11. Jahrhundert waren in Wales die Legenden über Arthur und seinen Hof beliebt, die durch die Aufzeichnungen in der Historia regum Britanniae des Geoffrey von Monmouth weite Verbreitung fanden.  Das Konzept von Arthur als Welteroberer wurde von Legenden um glorreiche Führer wie Alexander oder Karl inspiriert. Spätere Autoren wie Wace von Jersey oder Lawamon schmückten diese Erzählungen mit weiteren Details aus.

## Rezeption und literarische Bearbeitung

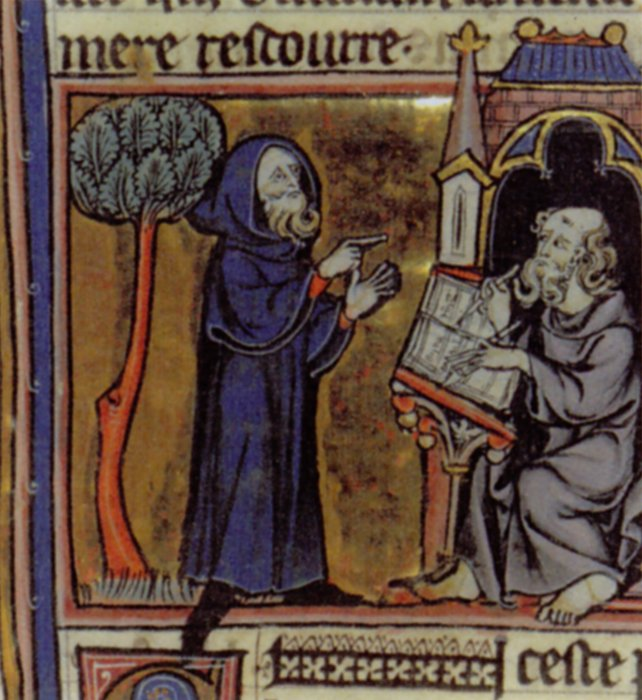
Merlin in einer französischen Handschrift aus dem 13. Jahrhundert: Ein Beispiel für die Ausbreitung des „Matière de Bretagne“

Die geschilderten Sagen haben nicht nur die Autoren, die sie (möglicherweise modifiziert) als erste aufgeschrieben haben, sondern auch neuere Schriftsteller zu eigenen Werken inspiriert. Dazu zählen zahlreiche mittelalterliche und einige neuzeitliche Autoren, die ihre eigene Fassung der Artussage veröffentlichten. Wohl seltener sind Werke zu den von Arthur in den Schatten gestellten Persönlichkeiten, die ebenfalls in dem Sagenkreis auftauchen.
Chrétien de Troyes nutzte im späten 12. Jahrhundert keltische Quellen, um Arthur in fünf Romanzen als Herrscher über ein Reich der Wunder darzustellen. Chrétien war es, der den Gral oder die Liebe zwischen Lancelot und Guinevere in die Geschichte einfließen ließ. Der Vulgata-Zyklus berichtet zudem vom Zauberer Merlin, über den Robert de Boron in einem Versepos berichtet, in dem auch vom magischen Schwert Excalibur im Stein, der Geburt und Kindheit Arthurs sowie der Erlangung der Königswürde erzählt wird. Schließlich wurde im Prosa-Tristan die Artussage mit der Romanze um Tristan und Isolde kombiniert.
Thomas Malory verknüpfte im 15. Jahrhundert französische und englische Teile der Geschichte zu der Erzählung englischsprachigen Le Morte Darthur. Die Legende überdauerten die Jahrhunderte und lebten im 19. Jahrhundert in Alfred Tennysons Idylls of the King wieder auf. Im 20. Jahrhundert verfasste Edwin Arlington Robinson eine eigene Artus-Trilogie und der Schriftsteller Thomas Berger schrieb 1978 den Roman Arthur Rex. Terence Hanbury White hat den Stoff ebenfalls aufgegriffen und 1958 in seiner Romanreihe The Once and Future King nacherzählt. Diese diente als Grundlage für das Musical Camelot von Alan Lerner und Frederick Loewe im Jahr 1960 und den gleichnamigen Film Camelot aus dem Jahr 1967. Es folgten noch zahlreiche weitere Verfilmungen des Stoffes, wie 1975 der satirische Film Monty Python and the Holy Grail oder John Boormans Excalibur im Jahr 1981.
William Shakespeare allerdings war offenbar sehr an der Geschichte Britanniens interessiert und kannte ihre obskuren Seitenwege. Seine Stücke enthalten mehrere Erzählungen, die sich auf die legendären Könige beziehen, wie König Lear und Cymbeline. Es ist anzunehmen, dass Shakespeares walisischer Lehrer Thomas Jenkins ihn in diese Materie einführte und ihn möglicherweise anwies, Monmouth zu lesen.
Auch in Raphael Holinsheds Chronicles of England Scotland and Ireland (Die Chroniken von England, Schottland und Irland), die wiederum zu Shakespeares Quellen für Macbeth gehören, tauchen diese Erzählungen auf. In Shakespeares Schauspiel Die lustigen Weiber von Windsor tritt ein walisischer Lehrer als die Figur Sir Hugh Evans auf.
Andere frühe Autoren bedienten sich ebenso aus den arthurischen Legenden und aus pseudohistorischen Quellen der Matter of Britain. Die Schotten schufen beispielsweise eine mythische Geschichte in ihren Ahnenreihen der Könige der Pikten und Dalriadas.
Während diese schließlich sachliche Ahnenreihen wurden, anders als bei Geoffrey, waren ihre Ursprünge vage und vereinigten oft Aspekte der mythischen britischen Geschichte und der der irischen. Besonders die Erzählung von Gabhran vereinigt Elemente aus beiden Geschichten.
Mit dem Stoff befasst sich das 1988 in Rennes gegründete Centre de l’Imaginaire Arthurien.